# Hyperpachylus mirabilis
Genre
Espèce
Hyperpachylus mirabilis, unique représentant du genre Hyperpachylus, est une espèce d'opilions laniatores de la famille des Gonyleptidae.

## Distribution
Cette espèce est endémique de la région de Cajamarca au Pérou. Elle se rencontre vers Cutervo.

## Description
Le mâle holotype mesure 12 mm et la femelle paratype 8 mm.

## Publication originale
- Roewer, 1957 : « Arachnida Arthrogastra aus Peru, III. » Senckenbergiana Biologica, vol. 38, no 1/2, p. 67-94.